# Повіт Айра
Пові́т Айра (яп. 姶良郡郡, あいらぐん, МФА: [ai̯ɾa guɴ]) — повіт в префектурі Каґошіма, Японія. Станом на 1 липня 2012 року його площа становила 144,33 км². Населення складало 11 278 осіб, а густота населення — 78,1 осіб/км². До складу повіту входить містечка Юсуй. 

## Історія
- 2010, 23 березня — містечка Айра, Каджікі та Камо утворили місто Айра. В складі повіту лишилося 1 містечко.